# Maclaughlin River
Maclaughlin River är ett vattendrag i Australien. Det ligger i delstaten New South Wales, i den sydöstra delen av landet, omkring 390 kilometer sydväst om delstatshuvudstaden Sydney.
I omgivningarna runt Maclaughlin River växer huvudsakligen savannskog. Trakten runt Maclaughlin River är nära nog obefolkad, med mindre än två invånare per kvadratkilometer. Genomsnittlig årsnederbörd är 1 125 millimeter. Den regnigaste månaden är juni, med i genomsnitt 161 mm nederbörd, och den torraste är juli, med 20 mm nederbörd.